# Растерзанная Армения
«Растерзанная Армения» (англ. Ravished Armenia), также известен как «Аукцион душ» — немой американский художественный фильм 1919 года, снятый по мотивам книги Аршалуйс Мартикян «Растерзанная Армения». Первый художественный фильм про геноцид армян.

## История

### Предыстория
В 1918 году в Нью-Йорке вышла в свет книга девочки из Чмшкацага Аршалуйс Мартикян (Аврора Мардиганян) «Растерзанная Армения». В книге, являющейся одним из первых опубликованных документальных свидетельств очевидцев Геноцида армян, рассказывалось о пережитых девочкой ужасах. Рано утратив родителей, сестёр и троих братьев, которые были жестоко убиты у неё на глазах, 14-летняя Аршалуйс подвергалась насилию и избиениям в гаремах курдских племён и турецких чиновников. Спустя два года Аршалуйс Мартикян, спасаясь от насильственного обращения в другую веру, сбежала из турецкого гарема.
В 1917 году она после долгих скитаний добралась до Эрзерума, который к тому времени был занят русскими войсками. Попав к американским миссионерам, она при помощи Армянского национального союза и Американского комитета помощи Армении и Сирии выехала в Россию, а оттуда в Нью-Йорк. После написания книги «Растерзанная Армения» к юной Аршалуйс Мартикян поступило предложение снять фильм, основанный на сюжете этой книги.

### История создания
В 1918 году режиссёром киностудии «First National Pictures» Оскаром Апфелем в Калифорнии был снят немой фильм «Аукцион душ» повествующей о геноциде армян. В съемках фильма было задействовано более 10 000 армянских жителей Южной Калифорнии (в том числе 200 детей), переживших депортацию. Для экранизации книги было написано три версии сценария, первая из которых состояла из 675 кадров, а последняя, реализованная — из 531-го. Отснятый материал был изучен виконтом Джеймсом Брайсом, президентом Американского комитета помощи Армении и Сирии, бывшим послом Великобритании в США и Генри Моргентау, американским послом в Турции, и получил от них высокую оценку. Примечательно то, что главную роль в фильме сыграла сама Аршалуйс Мартикян, пережившая описываемые в нём события.
Премьера фильма «Аукцион душ» состоялась 16 февраля 1919 года в нью-йоркской гостинице «Плаза» при содействии членов Американского комитета помощи Армении и Сирии Джорджа Вандербильда и Оливера Гаримана. На показе присутствовало около семи тысяч влиятельных лиц Нью-Йорка, стоимость билета составляла 10 долларов. Демонстрация фильма проходила в течение недели, а все доходы от его показа были направлены в Комитет помощи Ближнему Востоку. Фильм был показан в крупных городах 23-х штатов, а также в Великобритании и нескольких странах Латинской Америки. Сборы от показа составили 30 миллионов долларов, которые по решению авторов фильма были направлены в помощь 60 000 армянских сирот. Продолжительность полной версии фильма составляла 85 минут, до наших дней фильм сохранился лишь частично. До недавнего времени он считался потерянным. В 1994 году усилиями аргентинского армянина Эдуарда Гозанляна была обнаружена 15 минутная часть киноленты, одна копия которой теперь хранится в фонде Музея-института Геноцида армян. Каждая из сцен сопровождается английскими, французскими и армянскими субтитрами, список которых хранится в собрании Селиджа Библиотеки Маргарет Херрик (Киноакадемия, Калифорния). В 1997 году текст субтитров вошёл в книгу Энтони Слайда «Растерзанная Армения и история Авроры Мартиканян», опубликованную в издательстве Scarecrow Press и повествующую об истории создания фильма.

## В ролях
- Аршалуйс Мартикян
- Ирвинг Каммингс
- Анна К. Нилссон
- Генри Моргентау
- Лиллиэн Уэст
- Юджини Бессерер
- Фрэнк Кларк
- Ховард Дейвис
- Гектор Дион
- Майлз МакКарти

## Фотографии
Кадры из фильма

Распятые обнажённые армянские девушки
Начало резни
Мартиканян (вторая справа)
Символический, часто используемый в фильме кадр

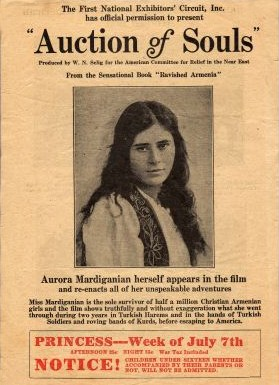

Постеры к фильму